# Anti-Meranergambiet
Het Anti-Meranergambiet is in de opening van een schaakpartij een variant binnen de Slavische opening en het heeft als beginzetten: 1.d4 d5 2.c4 c6 3.Pf3 Pf6 4.Pc3 e6 5.Lg5 dxc4 code D44. Dit gambiet is ingedeeld bij de gesloten spelen.